# جیرو هیراتسوکا
جیرو هیراتسوکا (انگلیسی: Jiro Hiratsuka؛ زادهٔ ۲ دسامبر ۱۹۷۹) بازیکن فوتبال اهل ژاپن است.